# Meheley-Hufeisennase
Die Meheley-Hufeisennase (Rhinolophus mehelyi) auch Mehely-Hufeisennase genannt, ist eine Fledermaus aus der Familie der Hufeisennasen. Die IUCN stuft die Art als „gefährdet“ ein (vulnerable).

## Beschreibung
Die Mehely-Hufeisennase ist eine mittelgroße Fledermaus mit einer Spannweite von etwa 33 bis 34 Zentimetern und einem Gewicht von etwa 10 bis 18 Gramm. Die Hufeisennase und die Lippen sind fleischfarben-blass. Das Tier hat ein dichtes Fell, das an der Oberseite graubraun und an der Unterseite fast weiß ist. Die Grenze zwischen beiden Farben ist relativ scharf. Sie ähnelt damit in der Größe und Färbung der Mittelmeer-Hufeisennase und der Blasius-Hufeisennase. Das besondere Kennzeichen dieser Art ist aber eine auffällige, graubraune „Brille“ um die Augen.

## Verbreitungsgebiet, Lebensraum und Lebensweise
Die Mehely-Hufeisennase findet man nur im Mittelmeergebiet, sehr weit südlich in Spanien, Portugal, Südfrankreich, Sizilien und dem südlichen Balkan bis in die Türkei.
Ihre Nahrung sind Nachtfalter und andere kleine Insekten, die vermutlich auch vom Boden aufgenommen werden, da die Art leicht und ohne Mühe vom Boden auffliegen kann. Sie lebt in Karstgebieten mit Wasser in der Nähe. Der Ausflug beginnt in früher Dämmerung. Die Art jagt niedrig über dem Boden an Berghängen und zwischen Sträuchern und Bäumen. Sie fliegt langsam, wendig, sehr geschickt und kann auch kurze Strecken gleiten.
Die Mehely-Hufeisennase ist eine gesellige Höhlenfledermaus und wahrscheinlich ortstreu. Die Art bezieht das Quartier auch mit anderen Hufeisennasen, Kleinen Mausohren und Langflügelfledermäusen. Die Tiere hängen in ihrer Höhle einzeln frei an der Decke, wobei sie nur teilweise in ihre Flughäute gehüllt sind. Erst wenn die Temperatur im Sommerquartier absinkt, hängen sich die Tiere dicht gedrängt nebeneinander.
Durch Störung und Verlust der Höhlen ist die Art selten geworden und die Größe der Population nimmt rasch ab. Das Erhalten und Sichern von Höhlen und die Verringerung der Anwendung von Insektiziden ist zum Schutz der Art erforderlich.

## Schutz
Die Meheley-Hufeisennase wird von der Europäischen Union in den Anhängen II und IV der FFH-Richtlinie geführt und gilt somit als streng zu schützende Art von gemeinschaftlichem Interesse, für deren Erhalt besondere Schutzgebiete ausgewiesen werden müssen.